# Basiswegviaduct
Het Basiswegviaduct is een bouwkundig kunstwerk in Amsterdam Nieuw-West. Het wordt ook wel omschreven als Kunstwerk 520 (Rijkswaterstaat) en Landviaduct (Bruggenstichting).
Het bouwwerk werd neergezet in de periode 2010 tot en met 2013. Het werd wel in een klap het grootste kunstwerk in Amsterdam, terwijl het niet in beheer is bij een gemeentelijke instantie van die stad. Het is in beheer bij Rijkswaterstaat. De regio Amsterdam zat te wachten op de Westrandweg/Rijksweg 5 om een betere verkeersverbinding te krijgen tussen Rijksweg 10 (Ringweg-West) en Schiphol. Het verkeer werd tot dan toe afgewikkeld door een snelwegachtige infrastructuur in Westpoort maar dat leidde tot verstoppingen op wegen die daarvoor niet gebouwd waren. De verbeterde verbinding zorgde voor ontlasting van zwaar vervoer in de infrastructuur van het Westelijk Havengebied zonder dat er eigenlijk een directe afslag is vanaf de Westrandweg.
Het Basiswegviaduct begint in het oosten als aftakking van rijksweg 10 en slingert enigszins tussen de bebouwing door; het oogt spectaculair als een lang spaghettilint. Er had gekozen kunnen worden om een deel van de Basisweg te gebruiken voor de Westrandweg, maar vanwege de eerdergenoemde problemen werd er voor gekozen een viaduct boven de middenberm van de Basisweg te plaatsen. Het viaduct bestaat uit rijdekken (2x2 stroken en vluchtstrook) die 27,5 meter breed zijn en bestaan uit 10 betonnen kokerliggers (prefab) uit Koudekerk aan den Rijn. Die plateaus werden vervolgens op een juk/pijlerbalk gelegd, die wordt ondersteund door een zes meter brede kolom; de kolommen staan circa 45 meter uit elkaar. In totaal beslaat het viaduct 100.000 m2 brugdek. Na ruim 3,3 kilometer eindigt het kunstwerk vrij anoniem op de net zo anonieme Westpoortweg.
De bouw verliep moeizaam omdat er in Nederland nog niet eerder zo’n groot viaduct gebouwd werd, waarbij bovendien gelet moest worden op wegen met (vracht)verkeer, spoorwegen en een vaart; alle drie druk in gebruik. Er kon nauwelijks op de grond gemanoeuvreerd worden. Om de liggers te kunnen plaatsen werd gebruikt van een speciale machine aangeduid als launching gantry genaamd Hercules, die de liggers als het ware wegschuift vanaf bestaand dek naar de volgende pijler. Tijdens de bouw moesten Spanbeton (leveranciers kokers) en Van Hattum en Blankevoort ervaring opdoen met een dergelijke installatie; dat leverde in het begin wat vertraging op.       
Dit gedeelte van de rijksweg kon op 13 mei 2013 geopend worden. Van Hattum en Blankevoort, Boskalis en Koninklijke Volker Wessels Stevin zorgden voor de technische bijstand; het esthetisch ontwerp kwam van Zwarts & Jansma Architecten. Dat kantoor kreeg met het ontwerp een aantal gevarieerde problemen op te lossen, die niet alleen bouwtechnisch van aard waren. Er kwamen bijvoorbeeld vragen over hoe je vluchtwegen kon inbouwen. Omdat het viaduct de Basisweg niet echt oversteekt, maar erboven hangt, moesten ook maatregelen genomen worden om voldoende licht op de Basisweg te behouden. De handtekening van ZJA zit in de naar buiten wijkende slanke lantaarnpalen.  
Amsterdam had tot 2013 een aantal grote kunstwerken. Brug 705 stond lange tijd te boek als het langste viaduct van de stad. Echter ook brug 1013 (in Amsterdam-Zuidoost), brug 1017 (idem maar afgebroken) en de Buikslotermeerpleinbrug (Amsterdam-Noord, afgebroken) dongen mee. Ook de lange Bijlmerdreefmetrobrug schaarde zich in dat rijtje kandidaten voor "grootste". Met de komst van het Basiswegviaduct kwam aan die discussie direct een eind; het is veel groter.  

## Afbeeldingen

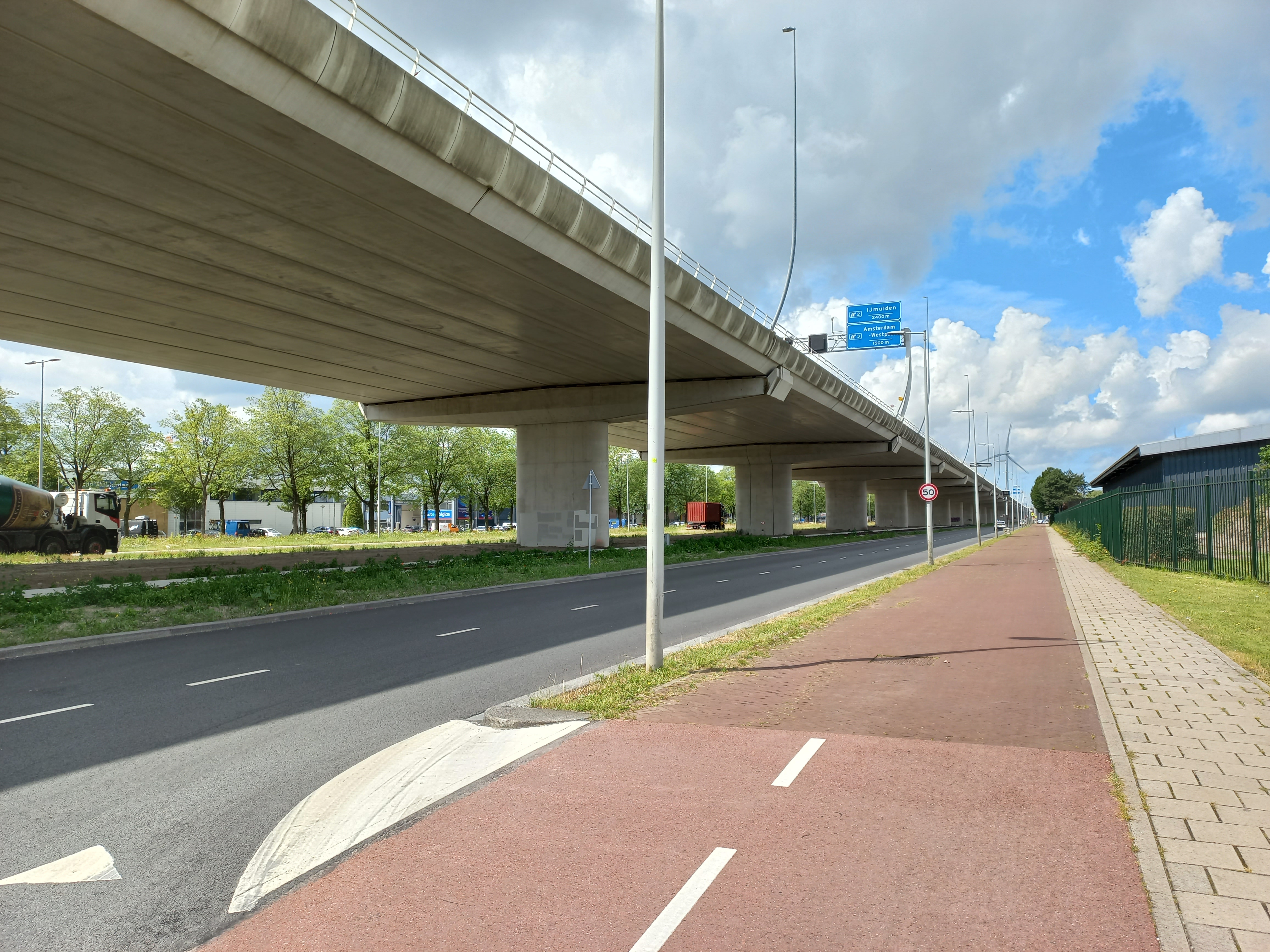
Basisweg nabij de Isarweg (juli 2024)
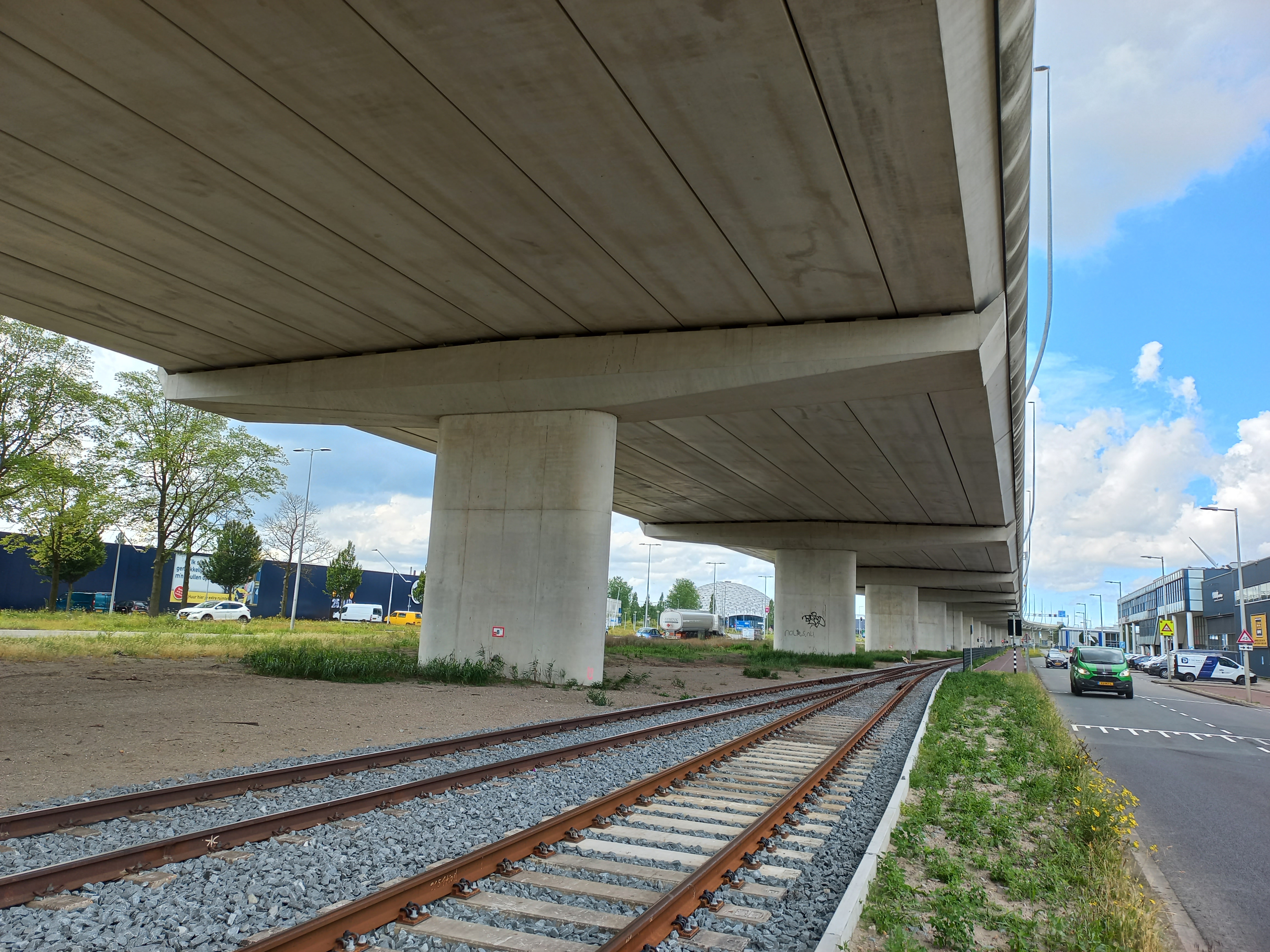
Brugpijler Basiswegviaduct (juli 2024)
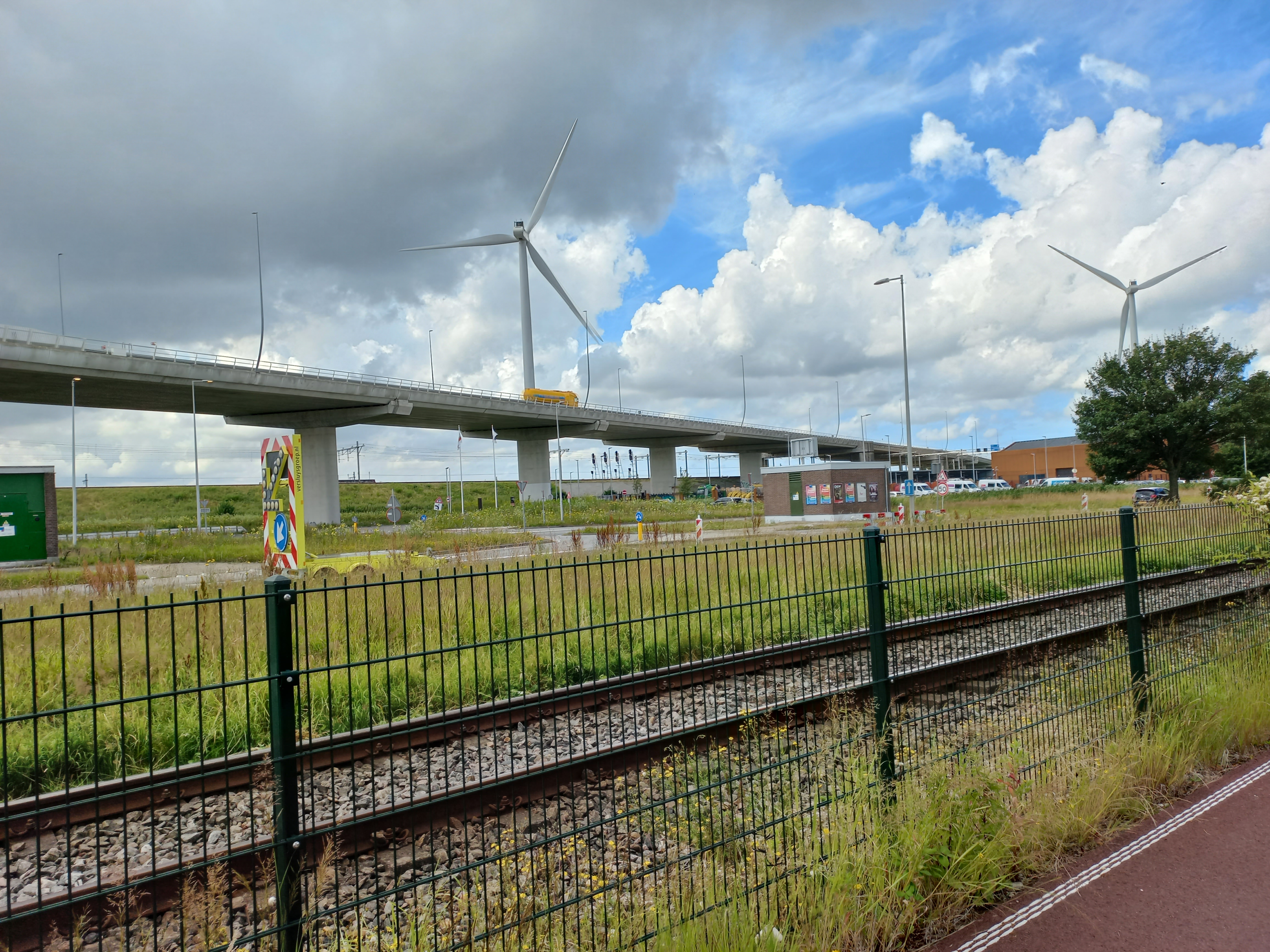
Basiswegviaduct nadat het de Basisweg is overgestoken (juli 2024)
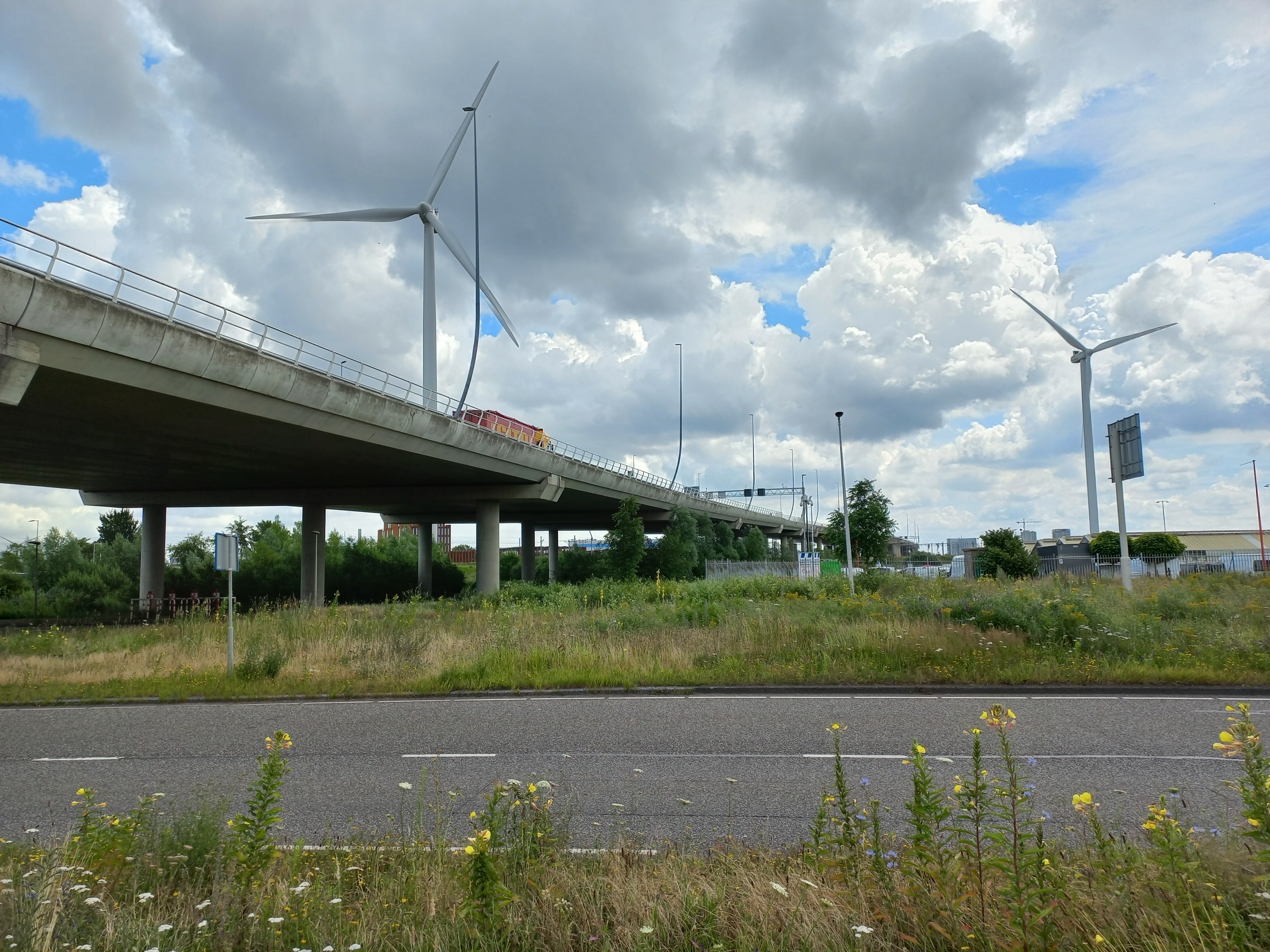
Basiswegviaduct over de Westpoortweg (juli 2024)

1. ↑  Opening viaduct (geraadpleegd 22 januari 2025)